# Jungfru Marie bebådelsekyrkan
Jungfru Marie bebådelsekyrkan (kroatiska: Crkva Navještenja Blažene Djevice Marije) är en romersk-katolsk kyrka i Opatija i Kroatien. Den är tillägnad bebådelsen och är en av Opatijas landmärken. Kyrkans uppförande påbörjades år 1906 men den anses till dags dato (år 2016) ännu inte färdigställd.

## Historik
Grundstenen till dagens kyrka lades av Triestes dåvarande biskop Franz Nagl (i Kroatien kallad Franjo Nagl) år 1906. I samband med första världskrigets utbrott år 1914 och de efterföljande politiska omständigheterna (Österrike-Ungerns upplösning år 1918 och Opatijas anslutning till den nyskapade staten Serbernas, kroaternas och slovenernas kungarike, från år 1929 kallat kungariket Jugoslavien) ledde till arbetena med kyrkans uppförande skulle fortsätta först år 1927. Under kriget (1914–1918) tjänade den dåligt övertäckta och skyddade byggnadskonstruktionen som ett härbärge för mulor och vid ett tillfälle rasade den påbörjade kyrkobyggnadens tak ihop. Italienarna som hade besatt Opatija under kriget fortsatte med kyrkans uppförande med material (sten) från Övre vägen (idag kallad Nya vägen, Nova cesta) vars anläggande påbörjades år 1908.

## Arkitektur
Kyrkan är uppförd i nyromansk stil enligt ritningar av den österrikiske arkitekten Carl Seidl. Den gröna kupolen som är väl synlig från många platser i Opatija tillkom liksom huvudaltaret i marmor efter år 1927. I kyrkan finns tio fönster tillverkade i en fabrik från österrikiska Innsbruck. Kyrkan anses till dags dato inte vara färdigställd. Ännu kvarstår mosaiker i dess absider, freskomålningar och en orgel.